# بوكيمون
بوكيمون (بالإنجليزية: Pokémon‎؛ باليابانية: ポケモン) هي سلسلة إعلامية يابانية من ألعاب فيديو ومسلسلات رسوم متحركة وأفلام ولعبة بطاقات ووسائط اخرى ذات صلة. تجري أحداث السلسلة في عالم مشترك يتعايش فيه البشر مع مخلوقات تُعرف باسم بوكيمون، وهي مجموعة كبيرة ومتنوعة من الكائنات التي تتمتع بقوى خاصة. الجمهور المستهدف للسلسلة هو الأطفال الذين تتراوح أعمارهم بين 5 إلى 12 عامًا، ولكن من المعروف أنه يجذب الأشخاص من جميع الأعمار.
كانت سلسلة الألعاب هذه من أفكار وإنشاء ساتوشي تاجيري في العام 1995 ميلادي، وقد ظهر أول إصدار من ألعاب الفيديو في اليابان على جهاز غيم بوي النقال. يدور معظم مفهوم الألعاب، وخصوصاً ألعاب الـ RPG، عن الشخصية الأساسية في عالم خيالي ملئ بمخلوقات عجيبة تشبه الحيوانات تسمى «بوكيمون». تمثل الشخصية الأساسية دور المغامر في المنطقة التي تعيش فيها، وتتنقل في براري المنطقة حتى يمكنها ملاحقة مخلوقات البوكيمون والإمساك بها، ومن ثم تدريبها على القتال. تجرى مباريات المنافسة بين مدربي البوكيمون في بطولات معينة، ويفوز فيها من يتمكن من التغلب على بوكيمونات المنافس.
أشتهر البوكيمون في الولايات المتحدة عام 1998 عندما صدّرت شركة نينتندو ألعاب البوكيمون التي أنتجتها.
ويشار إلى أن السلسلة قد وصلت إلى الجيل التاسع وأصبح عدد البوكيمونات في هذا الجيل 1015 بوكيمون. ولقد صدرت أول لعبتين للبوكيمون في هذا الجيل على جهاز نينتندو سويتش وهما بوكيمون سكارليت وبوكيمون فايوليت.

## التسمية
جاءت التسمية بوكيمون (Pokémon) من الحروف اللاتينية الأولى لاسم العلامة التجارية اليابانية "Pocket Monsters" (باليابانية "ポケットモンスター" أو ‎Poketto Monsutā) والتي تعني «وحوش الجيب» باللغة العربية.

## مواضيع ذات علاقة
- مسلسل الأنمي بوكيمون
- بوكيمون غو

## وصلات خارجية
- الموقع الرسمي للبوكيمون (اليابان)
- الموقع الرسمي للبوكيمون (الولايات المتحدة)
- قصة بوكيمون